# With a Little Help from My Fwends
With a Little Help from My Fwends è il quattordicesimo album discografico in studio del gruppo rock statunitense The Flaming Lips, pubblicato nell'ottobre 2014.
Si tratta di un album tributo al celebre disco dei Beatles Sgt. Pepper's Lonely Hearts Club Band. Presenta numerose collaborazioni.

## Tracce
Tutte le tracce sono di John Lennon e Paul McCartney, tranne Within You Without You, di George Harrison.
1. Sgt. Pepper's Lonely Hearts Club Band (feat. My Morning Jacket, Fever the Ghost & J Mascis) – 2:45
2. With a Little Help from My Friends (feat. Black Pus & Autumn Defense) – 3:33
3. Lucy in the Sky with Diamonds (feat. Miley Cyrus & Moby) – 5:41
4. Getting Better (feat. Dr. Dog, Chuck Inglish & Morgan Delt) – 4:07
5. Fixing a Hole (feat. Electric Würms) – 3:48
6. She's Leaving Home (feat. Phantogram, Julianna Barwick & Spaceface) – 3:12
7. Being for the Benefit of Mr. Kite! (feat. Maynard James Keenan, Puscifer & Sunbears!) – 2:34
8. Within You Without You (feat. Birdflower & Morgan Delt) – 4:39
9. When I'm Sixty-Four (feat. Def Rain & Pitchwafuzz) – 3:19
10. Lovely Rita (feat. Tegan and Sara & Stardeath and White Dwarfs) – 4:18
11. Good Morning Good Morning (feat. Zorch, Grace Potter & Treasure Mammal) – 3:14
12. Sgt. Pepper's Lonely Hearts Club Band (Reprise) (feat. Foxygen & Ben Goldwasser) – 5:14
13. A Day in the Life (feat. Miley Cyrus & New Fumes) – 4:55